# NGC 3250B
NGC 3250B is een balkspiraalstelsel in het sterrenbeeld Zeilen. Het hemelobject werd op 1 februari 1835 ontdekt door de Engelse astronoom John Herschel.

## Synoniemen
- PGC 30775
- ESO 317-29
- MCG -7-22-9
- AM 1025-401
- IRAS10255-4010